# 오창미
오창미(2000년 11월 30일~)는 대한민국의 가수이다. 2022년 11월 페퍼민트 노래 '너에게만 말해줄 거야' 피처링으로 데뷔하였.

## 방송
- 싱어게인3(2023) - Top43

## 음반
- RAINBOW STATION Episode.8(2023)

## 피처링
- 페퍼민트 <너에게만 말해줄 거야>(2022)
- 카페모카 <니가 없이도>(2023)